# Bansgaon
Bansgaon là một thị xã và là một nagar panchayat của quận Gorakhpur thuộc bang Uttar Pradesh, Ấn Độ.

## Địa lý
Bansgaon có vị trí 26°34′B 83°21′Đ / 26,56°B 83,35°Đ Nó có độ cao trung bình là 68 mét (223 foot).

## Nhân khẩu
Theo điều tra dân số năm 2001 của Ấn Độ, Bansgaon có dân số 14.086 người. Phái nam chiếm 51% tổng số dân và phái nữ chiếm 49%. Bansgaon có tỷ lệ 59% biết đọc biết viết, thấp hơn tỷ lệ trung bình toàn quốc là 59,5%: tỷ lệ cho phái nam là 68%, và tỷ lệ cho phái nữ là 49%. Tại Bansgaon, 17% dân số nhỏ hơn 6 tuổi.